# Hiệp hội Khoa học Thái Bình Dương
Hiệp hội Khoa học Thái Bình Dương, viết tắt theo tiếng Anh là PSA (Pacific Science Association) là một tổ chức phi chính phủ quốc tế tổ chức học thuật để tìm cách thúc đẩy khoa học và công nghệ hỗ trợ phát triển bền vững ở Thái Bình Dương.
PSA thành lập năm 1920 , là thành viên liên kết khoa học của Hội đồng Khoa học Quốc tế (ISC), và của Hội đồng Quốc tế về Khoa học (ICSU) trước đây 

## Thành viên
Hiệp hội Khoa học Thái Bình Dương bao gồm các quốc gia, tổ chức phi chính phủ (NGO) và cá nhân liên kết. Các thành viên Quốc gia (tức là 'tổ chức tôn trọng') đều đại diện bởi Viện Hàn lâm Khoa học Quốc gia của mỗi nước.
Những thành viên là các trường đại học nằm trong phạm vi quốc gia cũng là thành viên quốc gia (ví dụ, trường Đại học Ryukyu ở Okinawa, Nhật Bản là một 'thành viên quốc gia', mặc dù Nhật Bản chính nó cũng là một thành viên). Các thành viên của công ty, cá nhân và tổ chức NGO cũng tạo thành một phần quan trọng của thành viên của PSA.
Hội đồng khoa học Thái Bình Dương (Pacific Science Council) là cơ quan chủ quản của PSA, và bao gồm một hoặc nhiều đại diện từ mỗi tổ chức tôn trọng PSA. Các thành viên quốc gia PSA hiện tại bao gồm:
1. Úc
2. Trung Quốc
3. Hồng Kông
4. Đài Loan
5. Pháp
6. Indonesia
7. Nhật Bản
8. Hàn Quốc
9. Malaysia
10. Nga
11. Singapore
12. Thái Lan
13. Hoa Kỳ
14. Việt Nam
15. Quần đảo Cook
16. Fiji
17. Guam
18. Kiribati
19. Quần đảo Marshall
20. Nauru
21. Niue
22. Samoa
23. Quần đảo Solomon
24. Tokelau
25. Tonga
26. Tuvalu
27. Vanuatu
28. Okinawa

## Tổ chức
Cơ quan tối cao của PSA là Hội đồng Khoa học Thái Bình Dương (Pacific Science Council) gồm các chuyên gia do các thành viên cử đến. Hội đồng bầu ra chủ tịch và ban thư ký thường trực. Cơ sở làm việc đặt tại Bishop Museum ở Honolulu, Hawaii. Chủ tịch từ 2013 là Nancy Lewis từ  Hoa Kỳ.
| Nr  | Năm  | Chủ tịch    | Chủ tịch   |
| --- | ---- | ----------- | ---------- |
| 24. | 2016 | Yonglong Lu | Trung Quốc |
| 23. | 2013 | Nancy Lewis | Hoa Kỳ     |

## Xuất bản
PSA xuất bản hàng quý tạp chí "Pacific Science" (Khoa học Thái Bình Dương), và do cơ quan phát hành của trường Đại học Hawaii Press đảm trách ấn hành.